# Farmington Hills
Farmington Hills is een plaats (city) in de Amerikaanse staat Michigan, en valt bestuurlijk gezien onder Oakland County.

## Demografie
Bij de volkstelling in 2000 werd het aantal inwoners vastgesteld op 82.111.
In 2006 is het aantal inwoners door het United States Census Bureau geschat op 79.793, een daling van 2318 (-2,8%).

## Geografie
Volgens het United States Census Bureau beslaat de plaats een oppervlakte van
86,2 km², geheel bestaande uit land.

## Geboren
- Elizabeth Berkley (28 juli 1972), actrice en dierenrechtenactiviste
- Colin Egglesfield (9 februari 1973), acteur

## Plaatsen in de nabije omgeving
De onderstaande figuur toont nabijgelegen plaatsen in een straal van 12 km rond Farmington Hills.